# Kimber Lynn Eastwood
Kimber Lynn Eastwood Los Ángeles, California, Estados Unidos, 17 de junio de 1964) también conocida como Kimber Tunnis, es una productora de cine estadounidense.

## Biografía
Es la primera hija del actor y director Clint Eastwood y de Roxanne Tunis, una actriz y bailarina. A pesar de que la existencia de Kimber fue completamente desconocida en la prensa hasta los 20 años de edad, su certificado de nacimiento realmente menciona a Clint Eastwood como el padre. 
Es medio hermana por parte de padre de Laurie Murray (1954), Kyle Eastwood (1968), Alison Eastwood (1972), Kathryn Eastwood (1988), Scott Eastwood (1986), Francesca Fisher Eastwood (1993) y Morgan Eastwood (1996). Es nieta de Ruth Wood.
Tiene un hijo, Clinton Eastwood Gaddie, nacido el 21 de febrero de 1984, con su primer marido Anthony Gaddie.

## Trayectoria
Productora de cine desde 2008 y maquilladora de cine, es una profesional con experiencia que creció en la industria del entretenimiento. Tener el nombre de Eastwood viene con oportunidades y desafíos, pero Kimber se dio cuenta de que tener un padre famoso abriría las puertas, pero no necesariamente garantizaría el éxito. Su formación y habilidades empresariales como maquilladora le permitieron llevar su talento en una dirección diferente. 